# Cataglyphis gracilens
Cataglyphis gracilens är en myrart som beskrevs av Santschi 1929. Cataglyphis gracilens ingår i släktet Cataglyphis och familjen myror. Inga underarter finns listade.